# Anua mimetica
Anua mimetica är en fjärilsart som beskrevs av Emilio Berio 1954. Anua mimetica ingår i släktet Anua och familjen nattflyn. Inga underarter finns listade i Catalogue of Life.